# Satyrus pallas
Satyrus pallas är en fjärilsart som beskrevs av Evans 1924. Satyrus pallas ingår i släktet Satyrus och familjen praktfjärilar. Inga underarter finns listade.